# Geissorhiza spiralis
Geissorhiza spiralis är en irisväxtart som först beskrevs av William John Burchell, och fick sitt nu gällande namn av De Vos och Peter Goldblatt. Geissorhiza spiralis ingår i släktet Geissorhiza och familjen irisväxter. Inga underarter finns listade i Catalogue of Life.